# تل هواش، حماة
تل هواش (به عربی: تل هواش) یک روستا در سوریه است که در ناحیه قلعه المضیق واقع شده‌است. تل هواش ۲٬۴۹۸ نفر جمعیت دارد.